# Villeneuve-la-Comptal
Villeneuve-la-Comptal is een gemeente in het Franse departement Aude (regio Occitanie). De plaats maakt deel uit van het arrondissement Carcassonne. Villeneuve-la-Comptal telde op 1 januari 2022 1.424 inwoners.

## Geografie
De oppervlakte van Villeneuve-la-Comptal bedroeg op 1 januari 2022 15,1 vierkante kilometer; de bevolkingsdichtheid was toen 94,3 inwoners per km².
De onderstaande kaart toont de ligging van Villeneuve-la-Comptal met de belangrijkste infrastructuur en aangrenzende gemeenten.

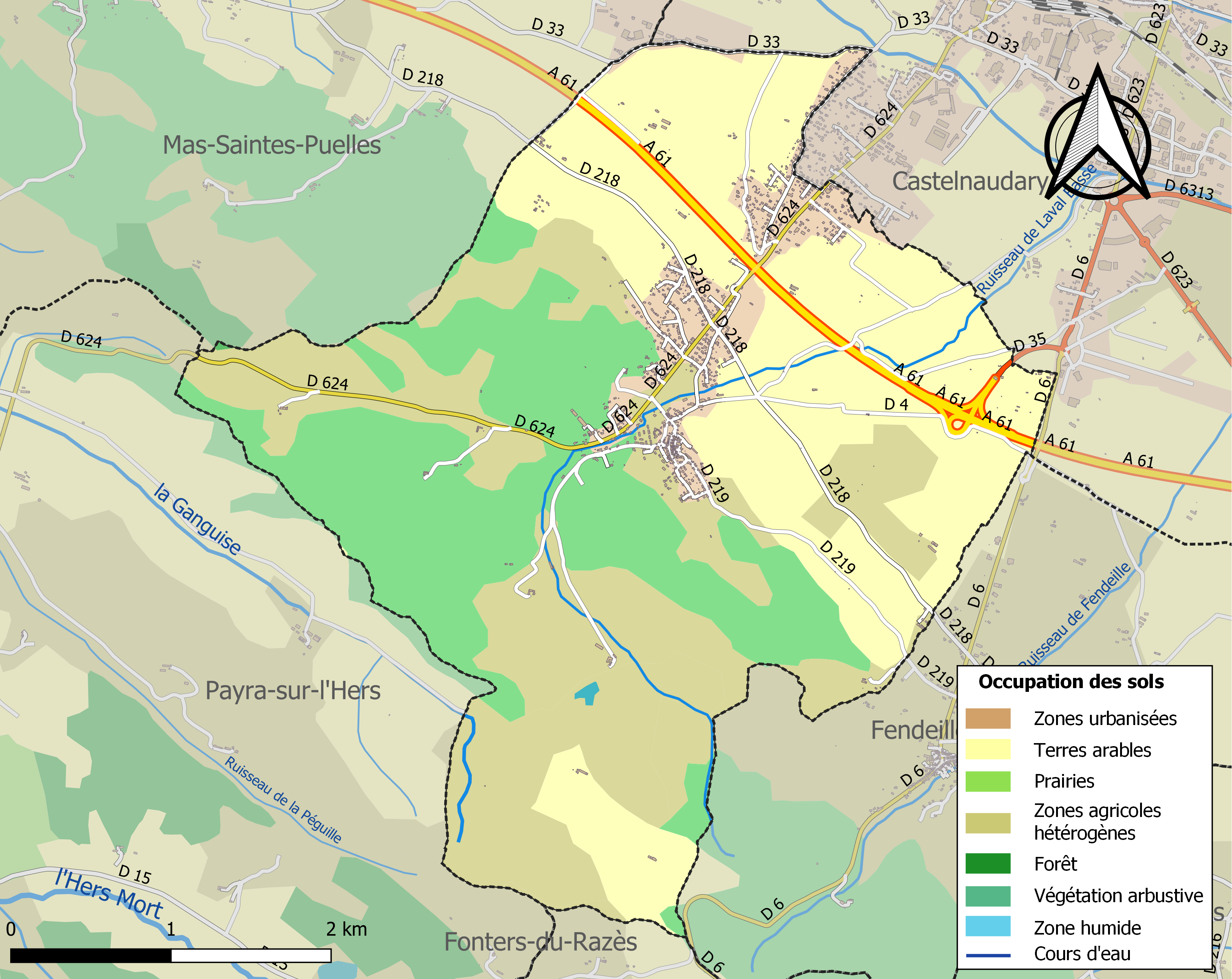

## Demografie
Onderstaande figuur toont het verloop van het inwonertal (bron: INSEE-tellingen).

Vanwege een beveiligingsprobleem met de MediaWiki Graph-software is het momenteel niet mogelijk deze grafiek weer te geven. Zodra de software is bijgewerkt zal de grafiek vanzelf weer zichtbaar worden.